# Pegomya hirticauda
Pegomya hirticauda este o specie de muște din genul Pegomya, familia Anthomyiidae, descrisă de Huckett în anul 1966.
Este endemică în California. Conform Catalogue of Life specia Pegomya hirticauda nu are subspecii cunoscute.